# Broń konwencjonalna
Broń konwencjonalna – wszystkie środki walki niezaliczające się do broni masowego rażenia (chemiczna, biologiczna, atomowa), stanowiące wyposażenie współczesnych armii. Do broni konwencjonalnej można zaliczyć zarówno broń palną jak i granaty, ładunki wybuchowe itp. Możemy podzielić broń na broń białą (nie posiada ładunku wybuchowego) i palną (która takowy ładunek posiada). Mimo że termin ten odnosi się głównie do broni palnej, Konwencja ONZ dotycząca Broni Konwencjonalnej ogranicza również użycie oślepiających laserów oraz broni zapalnej.